# Anolis bombiceps
Anolis bombiceps (синьогубий лісовий аноліс) — вид ігуаноподібних ящірок родини анолісових (Dactyloidae). Мешкає в Амазонії.

## Поширення і екологія
Синьогубі лісові аноліси мешкають в Перу, Еквадорі, Колумбії та на північному заході Бразилії (Амазонас). Вони живуть в підліску і нижньому ярусі вологих рівнинних тропічних лісів, на висоті до 3 м над землею. Зустрічаються на висоті від 220 до 330 м над рівнем моря. Відкладають яйця.